# Port lotniczy Postojna
Port lotniczy Postojna – port lotniczy w miejscowości Postojna (Słowenia). Obsługuje połączenia krajowe.